# Testosterona (medicação)
A testosterona (T) é um medicamento e um hormônio esteroide natural. É usado para tratar hipogonadismo masculino, disforia de gênero e certos tipos de câncer de mama. Também pode ser usado para aumentar a capacidade esportiva na forma de doping. Não está claro se o uso de testosterona em níveis baixos para combater o envelhecimento é benéfico ou prejudicial. A testosterona pode ser usada como um gel ou adesivo cutâneo, injeção intramuscular, comprimido colocado na bochecha ou tomado por via oral.
Efeitos colaterais comuns incluem acne, inchaço e ginecomastia. Efeitos colaterais graves podem incluir hepatotoxicidade, doenças cardíacas e alterações comportamentais. Mulheres e crianças expostas podem desenvolver masculinização. O uso não é recomendado para indivíduos com câncer de próstata. Pode causar danos ao bebê se for usado durante a gravidez ou amamentação. A testosterona faz parte da família de medicamentos andrógenos.
A testosterona foi isolada pela primeira vez em 1935 e aprovada para uso médico em 1939. As taxas de uso aumentaram três vezes nos Estados Unidos entre 2001 e 2011. Está na Lista de medicamentos essenciais da Organização Mundial de Saúde. Está disponível como medicamento genérico. O preço depende da dosagem e forma do produto. Em 2017, foi o 132º medicamento mais prescrito nos Estados Unidos, com mais de 5 milhões de prescrições.